# Halvmåneskvätta
Halvmåneskvätta (Swynnertonia swynnertoni) är en afrikansk fågel i familjen flugsnappare inom ordningen tättingar. Den är mycket lokalt förekommande i Tanzania, Zimbabwe och Moçambique och anses vara hotad.

## Utseende och läten
Halvmåneskvättan är en 13–14 cm lång trastliknande flugsnappare. Den är blågrå på ovansida och huvud och orangefärgad på bröstet. På övre delen av strupen har den en liten vit fläck som sällan ses i fält, inramad av en tunn svart kant. Liknande stjärnskvättan är större samt har gult bröst och mörkare, längre stjärt med orangefärgade yttre stjärtpennor. Denna art är dessutom inte alls lika marklevande som halvmåneskvättan. Sången består av ett mjukt och böjd visslande "zitt zitt slurr", den sista tonen mörkare. Varningslätet är ett monotont spinnande ljud.

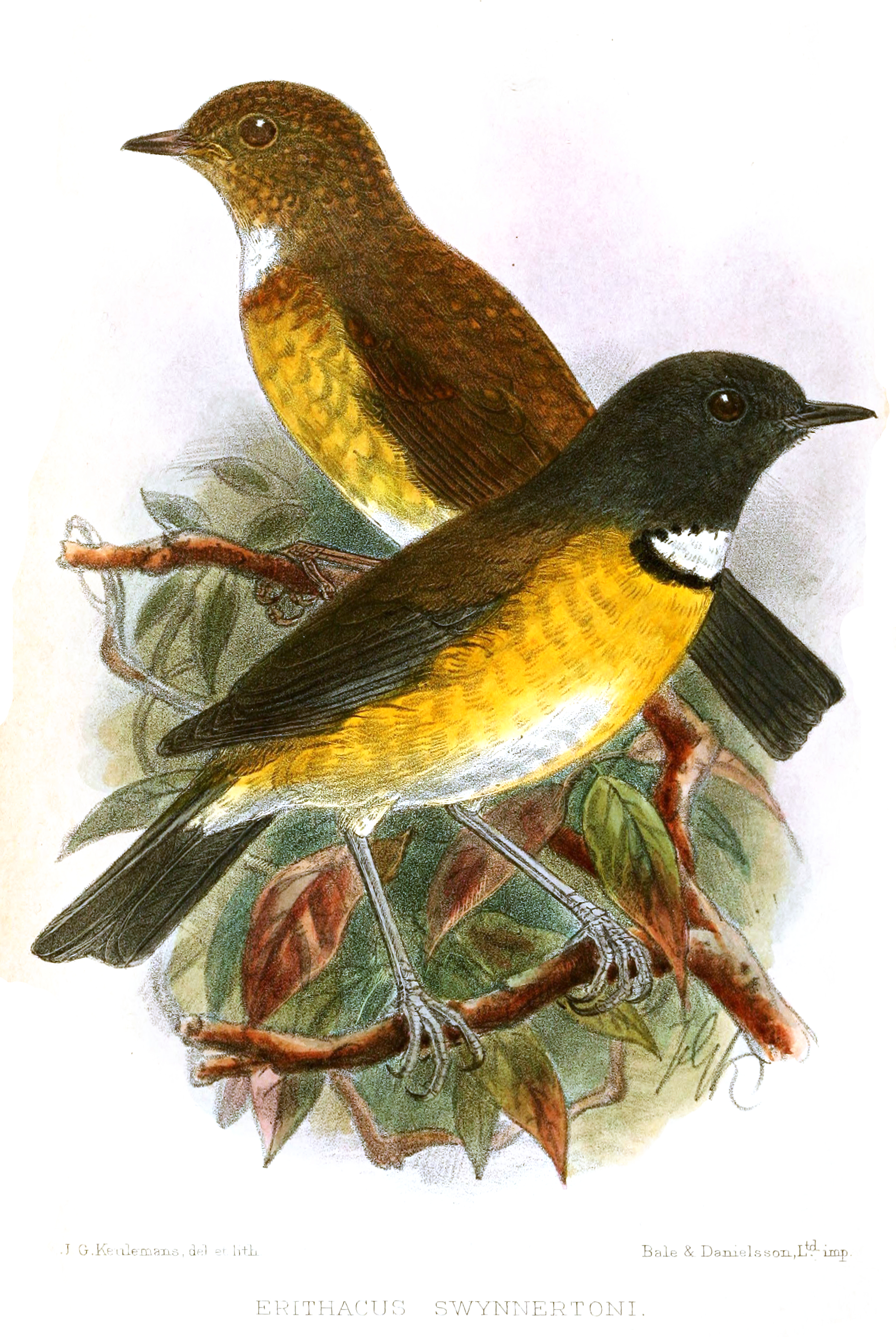
Illustration av John Gerrard Keulemans.

## Utbredning och systematik
Halvmåneskvätta placeras som enda art i släktet Swynnertonia. Den delas in i två underarter med följande utbredning:
- Swynnertonia swynnertoni rodgersi – förekommer i Udzungwabergens nationalpark i östra Tanzania
- Swynnertonia swynnertoni swynnertoni – förekommer i bergen i östra Zimbabwe och västra Moçambique

### Familjetillhörighet
Halvmåneskvätta liksom fåglar som rödhake, näktergalar, stenskvättor, rödstjärtar och buskskvättor behandlades tidigare som en trastar (Turdidae), men genetiska studier visar att den tillhör familjen flugsnappare (Muscicapidae).

## Levnadssätt
Halvmåneskvättan föredrar högväxta skogar med tätt trädtak och lite undervegetation där den födosöker bland torra löv efter småfrukt och ryggradslösa djur. Under torrsäsongen besöker den regelbundet svärmar av vandrarmyror och fångar smådjur som myrorna skrämmer upp i sin väg. Halvmåneskvättan är ofta vanlig varhelst växten Dracaena fragans dominerar. I Udzungwabergen i Tanzania häckar den under regnperioden, från början till mitten av november till april. Den lägger två ägg.

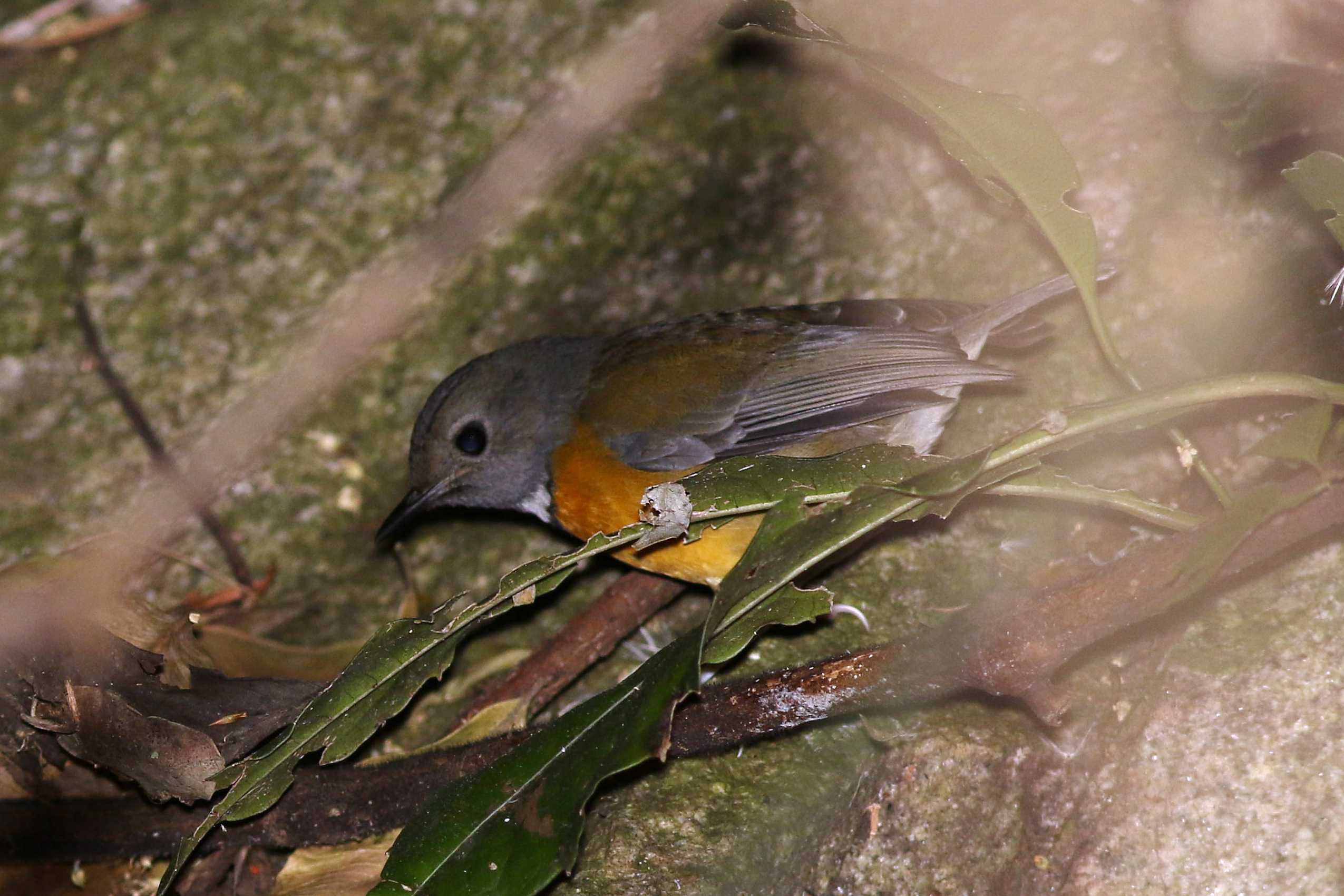
Halvmåneskvätta i Zimbabwe.

## Status
Arten har ett litet utbredningsområde och allt mer fragmenterat utbredningsområde. Dess levnadsmiljö minskar både i omfång och kvalitet, varför populationen tros vara i minskande. Internationella naturvårdsunionen IUCN anser den därför vara hotad och placerar den i hotkategorin sårbar. Världspopulationen uppskattas till under 10.000 vuxna individer.

## Namn
Fågelns vetenskapliga artnamn och släktesnamn hedrar Charles Francis Massey Swynnerton (1877–1938), engelsk bosättare i Sydrhodesia 1897-1919, förste jakttillsynsman i Tanganyika 1919–1928 samt direktör vid Tsetse Research 1928–1938.